# Cheick Soumaoro
Cheick Soumaoro (Bamako, 21 giugno 1990) è un cestista maliano.

## Carriera
Con il Mali ha disputato i Campionati africani del 2011.